# Saga (miasto)
Saga (jap. 佐賀市 Saga-shi) – miasto w Japonii, na wyspie Kiusiu, stolica prefektury Saga.
Ważny ośrodek przemysłu przemysł elektrotechnicznego, elektronicznego, samochodowego, maszynowego, bawełnianego, ceramicznego oraz spożywczego. Znajduje się tu muzeum handlu i przemysłu, a także zamek Saga – jeden ze stu zamków Japonii.
Saga była stolicą domeny feudalnej Saga w okresie Edo, a także największym miastem byłej prowincji Hizen.
Miasto Saga powstało 1 kwietnia 1889 roku. 1 października 2007 roku jego teren powiększył się o miasteczka Higashiyoka, Kawasoe i Kubota (z powiatu Saga).

## Atrakcje
Każdej jesieni w mieście organizowany jest „Saga International Balloon Fiesta” w suchym korycie rzeki Kase od 1980 roku.
Zamek Saga (zwany również Muzeum Historyczne Zamek Saga) jest największym zrekonstruowanym drewnianym budynkiem w Japonii, o łącznej powierzchni 2500 m².

## Uczelnie
Państwowe
- Saga University

Prywatne
- Saga Junior College
- Saga Women's Junior College

## Populacja
Zmiany w populacji Sagi w latach 1970–2015:
| Rok  | Populacja |
| ---- | --------- |
| 1970 | 215 000   |
| 1975 | 222 687   |
| 1980 | 236 029   |
| 1985 | 242 072   |
| 1990 | 243 726   |
| 1995 | 246 674   |
| 2000 | 243 076   |
| 2005 | 241 361   |
| 2010 | 237 501   |
| 2015 | 236 398   |

## Miasta partnerskie
- Hrabstwo Warren oraz Glens Falls
- Yeonje-gu, Pusan
- Lianyungang
- Limeira